# Польское ревматологическое общество
Польское ревматологическое общество (пол. Polskie Towarzystwo Reumatologiczne) — польское научное общество, основанное в 1930 году под названием Польское общество борьбы с ревматизмом (пол. Polskie Towarzystwo do Walki z Reumatyzmem). Под действующим названием Общество функционирует с 1945 года.
Согласно Уставу, целью Общества является поддержка развития ревматологии; популяризация знаний в области ревматологии; непрерывное повышение квалификации специалистов-ревматологов, а также укрепление их профессиональной среды и представление их интересов.
Конкретными целями деятельности Общества являются: распространение науки и её прогресса среди врачей и других работников здравоохранения, а также пациентов; сотрудничество в последипломном образовании врачей, в частности участие в процессе обучения и проверки знаний и навыков специалистов-ревматологов; сотрудничество в разработке методики преподавания ревматологии в вузах; сотрудничество с органами государственной власти, местного самоуправления и здравоохранения, средствами массовой информации; соблюдение и распространение принципов медицинской деонтологии; поощрение специалистов-ревматологов за научные исследования, путём организации конкурсов и присуждения премий за работы или мероприятия, имеющие особое значение для ревматологии; участие в продвижении современных достижений ревматологии; участие в отборе руководящих кадров в ревматологических медицинских учреждениях; сотрудничество с польскими и международными профильными организациями.
В состав Общества входят 15 региональных филиалов и 7 научных секций.
Общество активно сотрудничает с международными научными организациями, является членом Европейской антиревматической
лиги (англ. European League Against Rheumatism (EULAR)).
Почётными членами Общества являются выдающиеся ревматологи из разных стран, в том числе Анатолий Нестеров, Валентина Насонова и другие.
Председателем Общества является доктор медицинских наук, профессор Marek Brzosko.
Актуальная информация о деятельности Общества публикуется на сайте www.reumatologia.ptr.net.pl.